# Chaetoptila
Chaetoptila is een geslacht van zangvogels uit de familie Mohoidae. Soorten uit deze familie waren endemisch op Hawaï. De enig soort uit dit geslacht, de Kioea (Chaetoptila angustipluma) is rond 1850 uitgestorven.